# 日本調理師会
公益社団法人日本調理師会（にほんちょうりしかい）は、調理師によって構成される公益社団法人である。1965年（昭和40年）5月に全国調理師連絡協議会が発足し、7月に全国法定調理師連合会に改組、法人の設立は1967年（昭和42年）11月である。調理に関する啓蒙、啓発活動の他、調理師の利益を守るための活動などを行っている。調理師の任意加入団体である。

## 所在地
- 本部所在地　神奈川県横浜市磯子区西町14-3-207